# Casey Loyd
Pour les articles homonymes, voir Loyd.
Casey Nicole Loyd (née Nogueira, le 23 février 1989 à San Diego, dans l'État de Californie) est une joueuse de soccer américaine évoluant au poste de milieu de terrain offensif. Elle joue actuellement pour le FC Kansas City.

## Vie personnelle
Elle épouse le défenseur du FC Dallas Zach Loyd, le 13 octobre 2012.